# Берег Правды
Бе́рег «Пра́вды» — часть побережья Восточной Антарктиды, лежащая между 88° и 100° восточной долготы. Согласно «Атласу Антарктики» (1966), центральная точка этого объекта имеет координаты 67°00′ ю. ш. 94°00′ в. д.
Берег «Правды» большей частью омывается водами моря Дейвиса. Край материкового ледникового покрова на западе переходит в Западный шельфовый ледник, на востоке — в шельфовый ледник Шеклтона. Берег круто повышается к югу и в 100 км от берега достигает высоты более 1500 м. Толщина ледника здесь составляет около 1000 м. Выходы коренных пород встречаются редко и незначительны по площади.
Берег назван в честь газеты «Правда». Съёмка произведена в 1957 году Советской Антарктической экспедицией, и в 1959 году или ранее этот географический объект получил имя. С 1956 года здесь функционирует советская, затем российская обсерватория Мирный.
Из животных на Берегу «Правды» обитают пингвины Адели